# Neferkahor
Neferkahor je bil faraon Osme egipčanske dinastije, ki je vladala v prvem vmesnem obdobju Egipta  približno od 2173 pr. n. št. do 2160 pr. n. št. Po mnenju egiptologov Jürgena von Beckeratha in Darrella Bakerja je bil enajsti vladar te dinastije. Njegovo ime je dokazano samo na Abidoškem seznamu kraljev (vnos 50) in valjastem pečatniku iz lojevca neznanega izvora. Njegovo ime bi lahko bilo tudi na Torinskem seznamu kraljev, vendar je papirus na mestu, kjer bi morala biti Sedma in Osma dinastija, uničen. 